# إسكيل هاغن
إسكيل هاغن (بالنرويجية البوكمول: Eskil Hagen)‏ هو لاعب هوكي جليد نرويجي، ولد في 13 يونيو 1970 في ليلهامر في النرويج.

## روابط خارجية
- إسكيل هاغن على موقع Paralympic.org (الإنجليزية)
- إسكيل هاغن على موقع IPC.InfostradaSports.com (مؤرشف) (الإنجليزية)